# Городно (озеро, Бешенковичский район)
Горо́дно (бел. Гаро́дна) — озеро в Бешенковичском районе Витебской области в бассейне реки Островница (приток Западной Двины.
Площадь озера 0,85 км². Длина 2,04 км, ширина 0,69 км. Объём воды 3,42 млн м³. Наибольшая глубина составляет 6,5 м, средняя — 4 м.
Водосбор озера Городно средневозвышенный, суглинистый. Котловина ложбинного типа. Склоны котловины высотой до 22 метров, преимущественно крутые. Береговая линия слобоизвилистая. Берега высотой 0,7—1 м, на северо-востоке и юго-западе низкие (0,1—0,2 м). Дно озера корытообразной формы с узкой литоралью шириной 10—20 метров. Глубины до 2 м занимают около 16 % площади озера. Дно покрыто песками, опесчаненым и высокозольным глинистым илом. На озере два острова общей площадью около 0,4 га.
Озеро Городно эвтрофное, слабопроточное. Впадают ручей и вытекает река Островница. Полоса подводной растительности шириной до 30 м.
В озере обитают щука, лещ, плотва, окунь, линь, краснопёрка и другие виды рыб.
Около озера расположены деревни Городно, Луки и проходит автомобильная дорога М3.